# Instytut Archeologii Uniwersytetu Łódzkiego
Instytut Archeologii Uniwersytetu Łódzkiego (IA UŁ) – instytut funkcjonujący w ramach Wydziału Filozoficzno-Historycznego Uniwersytetu Łódzkiego.

## Władze Instytutu
Od 1 października 2017:
| Stanowisko         | Imię i nazwisko               |
| ------------------ | ----------------------------- |
| Dyrektor           | dr hab. Anna Marciniak-Kajzer |
| Zastępca dyrektora | dr Olgierd Ławrynowicz        |

## Poczet dyrektorów
1. prof. dr hab. Leszek Kajzer (1996-2008)
2. prof. dr hab. Lucyna Domańska (2008-2016)
3. dr hab. Seweryn Rzepecki (2016-2017)
4. dr hab. Anna Marciniak-Kajzer (od 2017)

## Historia Instytutu
Wraz z powstaniem Uniwersytetu Łódzkiego w 1945 roku, utworzono Katedrę Prehistorii (przemianowaną w 1952 roku na Katedrę Archeologii Polski, a w 1967 roku na Katedrę Archeologii). Jej kierownictwo objął prof. Konrad Jażdżewski, który funkcję swoją pełnił do 1970 roku. Od początku funkcjonowania prowadziła ona archeologiczne studia magisterskie, które wstrzymano w 1951 roku i reaktywowano dopiero po „październikowej odwilży” w 1956 roku. Po rezygnacji z pełnionej funkcji przez prof. Konrada Jażdżewskiego, kierownikiem Katedry Archeologii byli kolejno prof. Andrzej Nadolski (w latach 1970–1971), prof. Jerzy Kmieciński (1971–1991) i  prof. Leszek Kajzer (1992–1996). W 1993 powołano do życia równoległy Katedrze Zakład Prahistorii, którego kierownictwo objęła prof. Romana Barnycz-Gupieniec. Decyzją rektora UŁ, Katedra Archeologii i Zakład Prahistorii połączone zostały w 1996 roku w jedną jednostkę jako Instytut Archeologii Uniwersytetu Łódzkiego, którego dyrektorem do 2008 roku był prof. Leszek Kajzer. W latach 2008–2016 funkcję tę sprawowała prof. Lucyna Domańska. Od 1 października 2014 r. instytut składa się dwóch katedr: Katedry Prahistorii oraz Katedry Archeologii Historycznej i Bronioznawstwa oraz Zespołu Technicznego.
Od 1 października 2016 r. siedziba Instytutu znajduje się w byłym budynku Rektoratu Uniwersytetu Łódzkiego - przy ul. G. Narutowicza 65. Jednocześnie nastąpiły zmiany we władzach jednostki. Funkcję dyrektora objął dr hab. Seweryn Rzepecki, zaś zastępcą dyrektora został dr Olgierd Ławrynowicz. Od 1 października 2017 r. dyrektorem Instytutu jest dr hab. Anna Marciniak-Kajzer.

## Struktura organizacyjna
Instytut Archeologii złożony jest z dwóch katedr oraz jednego zespołu naukowo-badawczego, który składa się z dwóch pracowni oraz jednej stacji:

### Katedra Prahistorii
Samodzielni pracownicy naukowi:
- dr hab. Marek Olędzki - kierownik Katedry
- prof. dr hab. Lucyna Domańska
- dr hab. Radosław Janiak
- dr hab. Jan Schuster
- prof. dr hab. Magdalena Mączyńska (profesor emerytowana)
- dr hab. Tadeusz Grabarczyk (profesor emerytowany)

### Katedra Archeologii Historycznej i Bronioznawstwa
Samodzielni pracownicy naukowi:
- dr hab. Anna Marciniak-Kajzer - kierownik Katedry
- dr hab. Janusz Pietrzak
- prof. dr hab. Marian Głosek (profesor emerytowany)
- prof. dr hab. Ilona Skupińska-Løvset (profesor emerytowana)

### Zespół Naukowy i Techniczny
- mgr Aleksander Andrzejewski - kierownik Zespołu